# (5741) Akanemaruta
(5741) Akanemaruta es un asteroide perteneciente al cinturón de asteroides descubierto el 2 de diciembre de 1989 por el equipo del Observatorio de Nihondaira desde el Observatorio de Nihondaira, Shimizu-ku, Japón.

## Designación y nombre
Designado provisionalmente como 1989 XC. Fue nombrado Akanemaruta en honor a Akane Maruta, una chica que amaba las estrellas. Murió en un accidente causado por un conductor ebrio. El Observatorio Astronómico Akane fue construido en su memoria. Un concierto público se lleva a cabo anualmente cada mayo para homenajearla en la fecha de su cumpleaños.

## Características orbitales
Akanemaruta está situado a una distancia media del Sol de 2,863 ua, pudiendo alejarse hasta 3,169 ua y acercarse hasta 2,557 ua. Su excentricidad es 0,106 y la inclinación orbital 3,229 grados. Emplea 1769,93 días en completar una órbita alrededor del Sol.

## Características físicas
La magnitud absoluta de Akanemaruta es 12,8. Tiene 8,543 km de diámetro y su albedo se estima en 0,201. 